# Championnat du Brésil de football de deuxième division 2018
Navigation
Série B 2017 Série B 2019
La saison 2018 de Série B est la trente-huitième édition de la deuxième division de football du Brésil, qui constitue le deuxième échelon national du football brésilien et oppose vingt clubs professionnels, à savoir les douze clubs ayant terminé entre la 5e et la 16e place lors de la Série B 2017, ainsi que quatre clubs relégués de Série A 2017 et quatre clubs promus de Série C.
Le championnat comprend 38 journées, les clubs s'affrontant deux fois en matches aller-retour.
En fin de saison, Fortaleza remporte son premier titre de champion de deuxième division.

## Compétition

### Classement
| Rang | Équipe                | Pts | J  | G  | N  | P  | Bp | Bc | Diff |
| ---- | --------------------- | --- | -- | -- | -- | -- | -- | -- | ---- |
| 1    | Fortaleza P           | 71  | 38 | 21 | 8  | 9  | 54 | 33 | +21  |
| 2    | Alagoano P            | 62  | 38 | 17 | 11 | 10 | 51 | 37 | +14  |
| 3    | Avaí R                | 61  | 38 | 16 | 13 | 9  | 50 | 32 | +18  |
| 4    | Goiás                 | 60  | 38 | 18 | 6  | 14 | 54 | 50 | +4   |
| 5    | Ponte Preta R         | 60  | 38 | 16 | 12 | 10 | 42 | 30 | +12  |
| 6    | Atlético Goianiense R | 59  | 38 | 16 | 11 | 11 | 57 | 51 | +6   |
| 7    | Vila Nova             | 57  | 38 | 14 | 15 | 9  | 41 | 36 | +5   |
| 8    | Londrina              | 55  | 38 | 15 | 10 | 13 | 45 | 42 | +3   |
| 9    | Guarani               | 54  | 38 | 14 | 12 | 12 | 44 | 39 | +5   |
| 10   | Coritiba R            | 52  | 38 | 13 | 13 | 12 | 40 | 44 | -4   |
| 11   | GEB                   | 50  | 38 | 13 | 11 | 14 | 36 | 35 | +1   |
| 12   | CRB                   | 48  | 38 | 12 | 12 | 14 | 35 | 39 | -4   |
| 13   | São Bento P           | 47  | 38 | 11 | 14 | 13 | 41 | 41 | 0    |
| 14   | Criciúma              | 47  | 38 | 11 | 14 | 13 | 45 | 49 | -4   |
| 15   | Figueirense           | 46  | 38 | 11 | 13 | 14 | 48 | 51 | -3   |
| 16   | Oeste                 | 46  | 38 | 9  | 19 | 10 | 36 | 40 | -4   |
| 17   | Paysandu              | 43  | 38 | 10 | 13 | 15 | 42 | 53 | -11  |
| 18   | Sampaio Corrêa P      | 38  | 38 | 10 | 8  | 20 | 32 | 47 | -15  |
| 19   | Juventude             | 35  | 38 | 7  | 14 | 17 | 27 | 48 | -21  |
| 20   | Boa                   | 30  | 38 | 7  | 9  | 22 | 26 | 49 | -23  |

| Légende : Qualifications et relégations | Légende : Qualifications et relégations                     |
| --------------------------------------- | ----------------------------------------------------------- |
|                                         | 1er, 2e, 3e et 4e du championnat : Promotion en Série A     |
|                                         | 17e, 18e, 19e et 20e du championnat : Relégation en Série C |
|                                         | R : Relégué de Série A P : Promu de Série C                 |

## Bilan de la saison
| Championnat du Brésil de football de deuxième division 2018 |                                     |
| Champion                                                    | Fortaleza Esporte Clube (1er titre) |
| Dauphin                                                     | Centro Sportivo Alagoano            |
| Promotions et relégations                                   |                                     |
| Promus en Serie A                                           | Fortaleza Esporte Clube             |
| Promus en Serie A                                           | Centro Sportivo Alagoano            |
| Promus en Serie A                                           | Avaí Futebol Clube                  |
| Promus en Serie A                                           | Goiás Esporte Clube                 |
| Relégués en Serie C                                         | Paysandu Sport Club                 |
| Relégués en Serie C                                         | Sampaio Corrêa Futebol Clube        |
| Relégués en Serie C                                         | Esporte Clube Juventude             |
| Relégués en Serie C                                         | Boa Esporte Clube                   |